# إسكاليراس بات
إسكاليراس بات (بالإنجليزية: Escalera's bat) هو خفاش منتشر في إسبانيا، البرتغال وفرنسا.